# Asa Hutchinson
William Asa Hutchinson, född 3 december 1950 i Bentonville i Arkansas, är en amerikansk advokat och republikansk politiker. Han var Arkansas guvernör från 2015 till 2023. Han var ledamot av USA:s representanthus åren 1997–2001 och chef för Drug Enforcement Administration åren 2001–2003.
Hutchinson besegrade demokraten Mike Ross i guvernörsvalet i Arkansas 2014 efter att ha fått 55,4 procent av rösterna. Han tillträdde som guvernör den 13 januari 2015.
Den 16 november 2015 sa Hutchinson att han önskar blockera alla syriska flyktingar från att komma in i delstaten som svar på terrordåden i Paris i november 2015.
Hutchinson försökte bli Republikanernas kandidat i presidentvalet i USA 2024, men avslutade sin kampanj efter att ha fått ett mycket lågt stöd i nomineringsvalet i Iowa i januari 2024.
Asa Hutchinsons äldre bror Tim Hutchinson tjänstgjorde en mandatperiod som senator från Arkansas.